# 노지마 도야
노지마 도야(일본어: 野島 透也, 2003년 5월 18일~)는 일본의 남성 배우이자, 성우이며, 노지마 겐지의 아들이다.